# Pseudorhinogobius aporus
Pseudorhinogobius aporus es una especie de peces de la familia de los Gobiidae en el orden de los Perciformes.

## Hábitat
Es un pez de agua dulce, de clima templado y demersal.

## Distribución geográfica
Se encuentran en Asia: la China. 

## Observaciones
Es inofensivo para los humanos. 